# 1796 у Миколаєві
| Роки в Миколаєві 1789 • 1790 • 1791 • 1792 • 1793 • 1794 • 1795 • 1796 • 1797 • 1798 • 1799 • → Див. також: XIX століття |

1796 у Миколаєві — список важливих подій, що відбулись у 1796 році в Миколаєві. Також подано перелік відомих осіб, пов'язаних з містом, що народились або померли цього року.
З Херсона до Миколаєва переведено Чорноморське адміралтейське правління.

## Події
- 20 травня на вулиці Молдаванській (нині — Декабристів) освячений перший католицький храм Миколаєва Святого Йосипа. Через сто років, у 1895 на цьому місці був зведений Костел святого Йосипа[2].
- 10 серпня відбулись заворушення на миколаївському ринку. Низка таких заворушень в украънських губерніях на півдні Російської імперії, що під кінець правління Катерини II були пов'язані з очікуваннями нового імператора, дістала загальну назву «кавуновий бунт»[3]. Контр-адмірал Павло Пустошкін доповідав командувачу Чорноморського флоту Миколі Мордвинову: У недільний день вранці, о 9 годині, зібравшись у великій кількості на ринку, служителі при криках «ура» розхапали у продавців 6 возів кавунів, з яких поліцією взяті під варту 5 осіб…"  У той же час підполковник Ізюмського легкокінного полку підполковник Яковлєв, який мав особливі повноваження від військового губернатора Платона Зубова, доповідав: У неділю о 6 годині вранці у всьому Миколаєві знали, що о 8 годині буде бунт, який точно в цю годину і був… Матроси кричали «ура» і «Жак»[4] і проголошували нового імператора, а потім грабували мужиків, городничий ледве врятувався втечею…
- Комітет освіти при Адміралтейств-Колегії вирішив, що достатньо мати один кадетський корпус в Петербурзі, а в новозбудованому приміщенні, де минулого року розмістився морський кадетський корпус, переведений минулого року з Херсона до Миколаєва, краще відкрити штурманське училище та училище корабельної архітектури[5]

## З'явилися

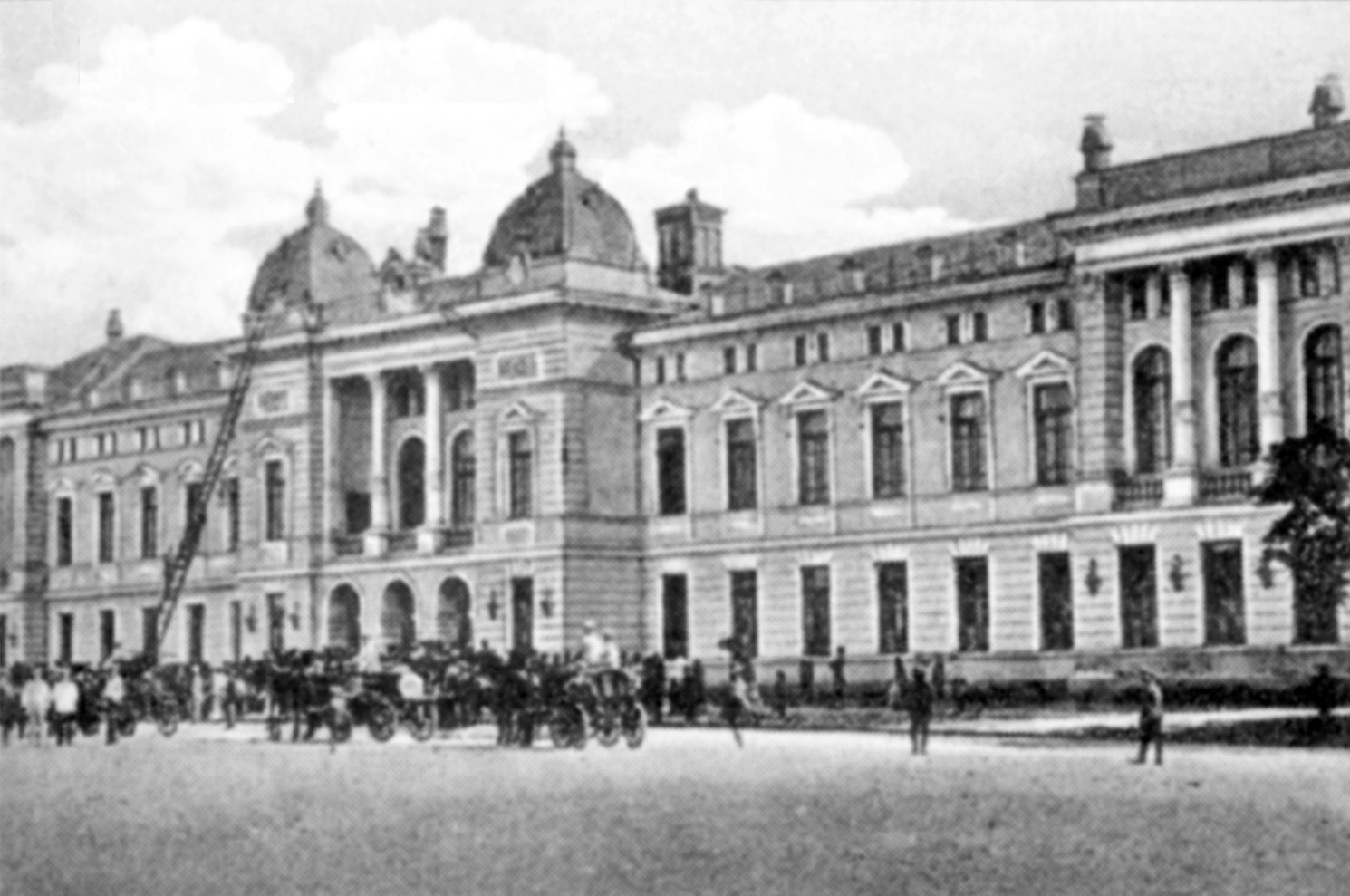
Миколаївська міська дума

- Заснована Миколаївська міська дума. На основі Жалуваної грамоти містам 1785, виданої Катериною II, ратуша була замінена магістратом. Він діяв як виконавчий орган, а розпорядчі функції були передані так званій шестигласній думі, яка складалась зі станових представників[6].
- У Тернівці, що тоді була окремим поселенням і де тоді мешкали з 1792 року османи, які потрапили в полон під час російсько-турецької війни (1787—1792) і які забажали залишитися в Російській імперії закінчилось зведення мечеті. 1802 року турки покинули село. Того ж, 1802 року в Тернівку прибули болгарські переселенці — 186 сімей з Адріанопольського вілаєту. Мечеть була перероблена в православну церкву.[7].
- Першим адміралом Чорноморського флоту Миколою Семеновичем Мордвіновим при Морському кадетському корпусі було відкрито першу на півдні Новоросійського краю друкарню для видання підручників[8].

## Особи

### Народилися
- Манганарі Єгор Павлович (пом. 2 серпня 1868, Миколаїв) — генерал-майор, картограф, гідрограф, брат головного командира Чорноморського флоту і портів та військового губернатора Миколаєва, адмірала Михайла Манганарі.